# RCA Studio II
RCA Studio II é um console criado pela RCA em 1977. Foi o segundo console programável do mundo e um total de 10 jogos foram produzidos até o seu declínio em 1979. O console vinha de fábrica com 5 jogos: Bowling, Freeway (corrida de carros) Patterns, Doodles e Math. O RCA Studio II só possuía cores monocromáticas (preto e branco) e som em canal mono, com somente uma saída.

## Especificações técnicas
- Microprocessador RCA 1802, 1.78 Mhz
- Memória ROM com 2 KB, incluindo os 5 jogos pré-instalados
- Memória Ram 512 KB [2]
- RCA CDP1861 "Pixie" chip de vídeo, 64x32, gráficos monocromáticos.

## Galeria

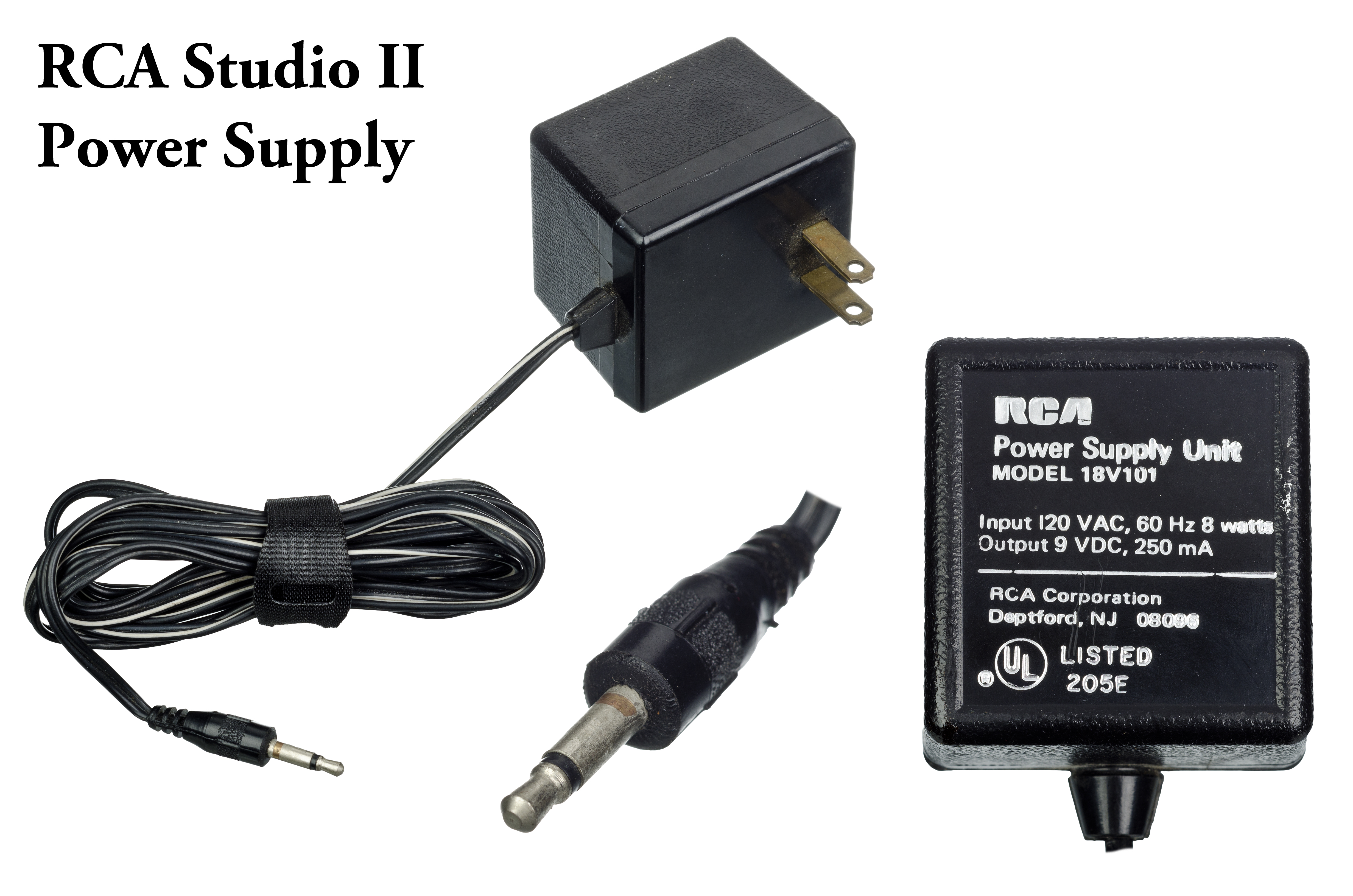
Fonte de alimentação de bateria do RCA Studio II
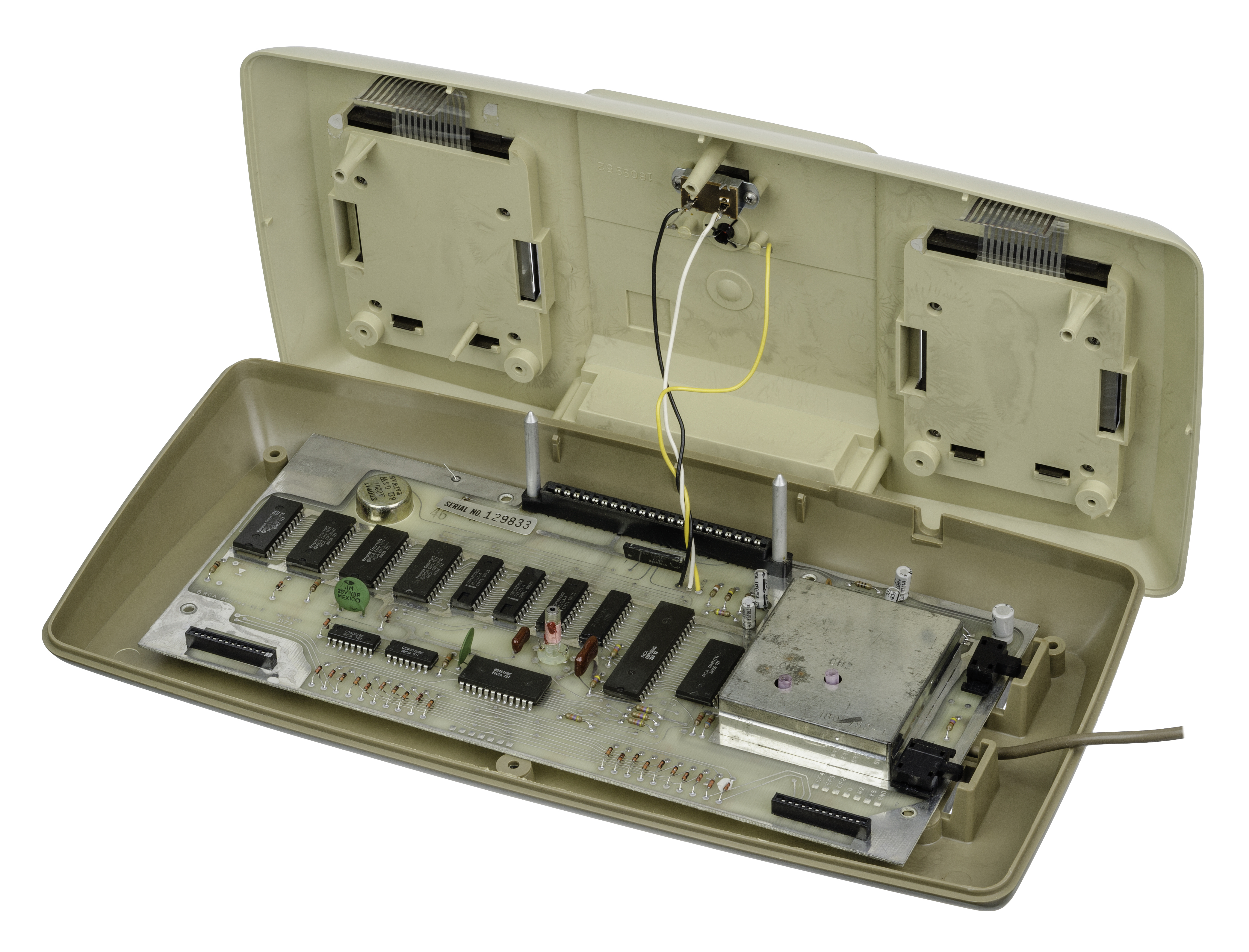
RCA Studio II Aberto
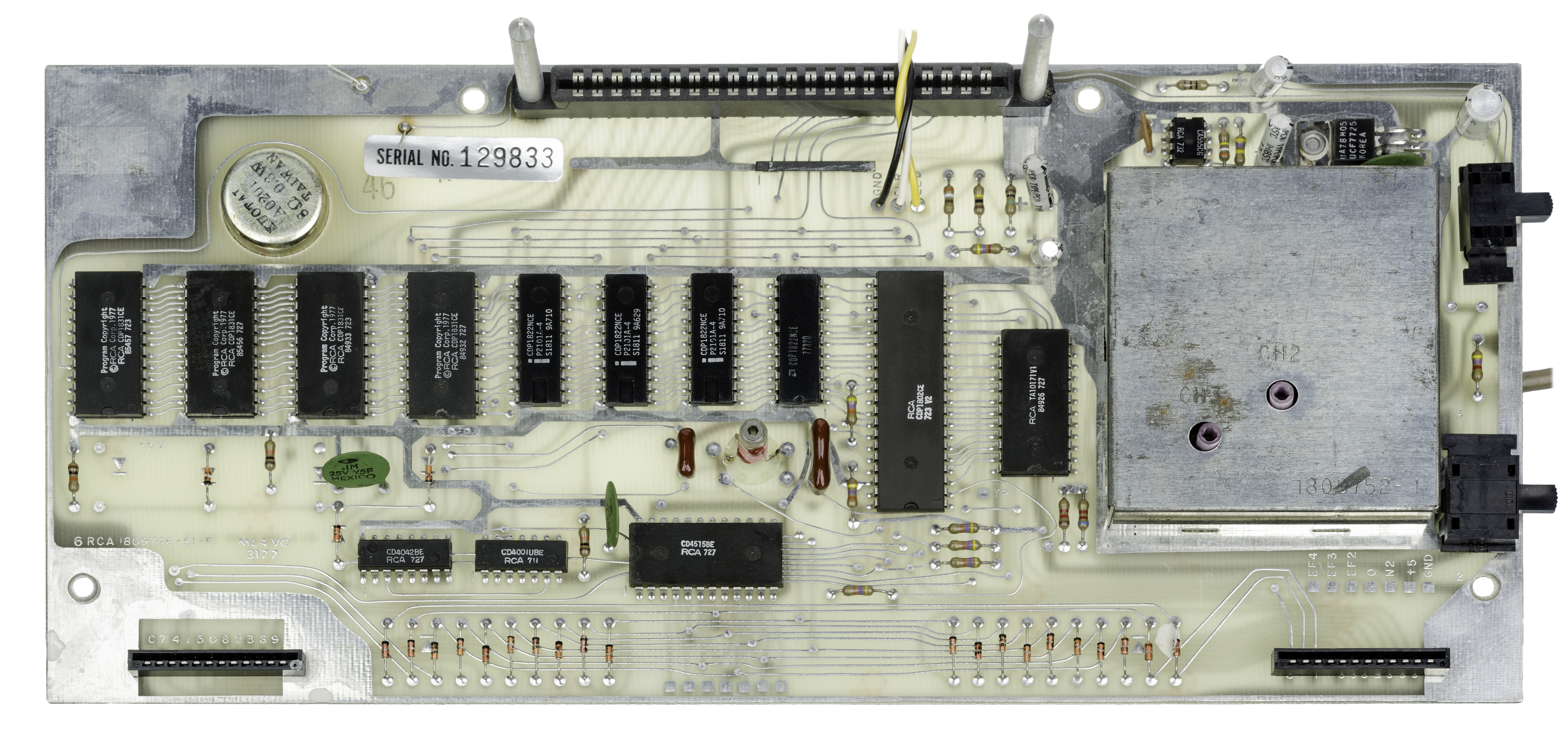
Placa mãe do RCA Studio II

## Ligações Externas
- Página sobre as especificações Tecnicas detalhadas

- Página detalhada no The VideoGame Consolole Library